# 391

## Decese
- dată necunoscută: Macarie Egipteanul  (n. 300)
- dată necunoscută: Sfântul Telemah  (n. ?)